# Kari Fornjotsson
Kari Fornjotsson (ur. 185, zm. 275) – legendarny władca Kvenlandii leżącej na terenie dzisiejszej Finlandii. Jego okres panowania zgodnie z przekazami ustnymi to lata 210–275. Zgodnie z legendą był on synem Kaleva. Jednym z synów Kariego Fornjotssona miał być urodzony w 210 roku Frosti Karasson.